# توتک (سربیشه)
توتک یک منطقهٔ مسکونی در ایران است که در دهستان درح واقع شده‌است. براساس سرشماری مرکز آمار ایران در سال ۱۳۹۵، توتک ۱۷۹ نفر جمعیت دارد.